# Роберт менг
Роберт менг история о том как мальчишка стал главой масонов
Роберт Менг лучший глава масонов за последние века он буквально создал интернет и он правит всем правительством МИРА!!!! а еще он мой друг ему 14 (вроде бы)